# Relations entre la France et le Tchad
Les relations entre la France et le Tchad désignent les relations diplomatiques bilatérales s'exerçant entre, d'une part, la République française, État principalement européen, et de l'autre, la république du Tchad, État africain.

## Histoire

### Période coloniale
De 1900 à 1960, le Tchad est une colonie française.
Félix Eboué, gouverneur nommé en 1939, est le premier gouverneur noir d'une colonie française, et sous son commandement, le Tchad rejoint la France libre. Des soldats tchadiens prennent part à la libération de Paris en 1944.

### La marche vers l'indépendance
En 1960, le Tchad acquiert son indépendance.

### Au cœur de la guerre froide
En dépit de l'indépendance, le gouvernement français intervient régulièrement dans les affaires intérieures tchadiennes. Le Tchad est le pays d’Afrique qui a connu le plus grand nombre d’interventions militaires depuis l’indépendance.
À partir de 1969 et dans les années 1970, l'armée française mène une guerre contre-insurrectionnelle contre les troupes du Front de libération nationale du Tchad (Frolinat) lors de l'opération Limousin. Les opérations ultérieures qui se sont succédé ont privilégié des moyens aériens. L'armée française se déploie à nouveau en 1986 pour soutenir le régime d'Hissène Habré, considéré par la France et les États-Unis comme un allié utile dans la lutte contre la Libye de Kadhafi. Les troupes déployées dans ce cadre se maintiennent longtemps après la résolution du conflit tchado-libyen et la fin de la guerre froide, ne prenant fin qu'en août 2014.
En 1990, Idriss Déby prend le pouvoir par les armes avec le soutien de la France, mais doit faire face à plusieurs rébellions. Les rebelles sont parvenus à deux reprises jusqu’à la capitale : en avril 2006, puis en février 2008. Le soutien français au gouvernement tchadien est alors plus discret : renseignement pour l’armée tchadienne, vol en basse altitude au-dessus de la colonne rebelle, coups de semonce, contrôle de l’aéroport, etc.

## Période contemporaine

### Dimension culturelle
Les langues officielles du Tchad sont le français et l'arabe. Tout comme la France, le Tchad est membre de l'OIF.  
N'Djaména accueille  l'institut français,le lycée Montaigne entre autres.

### Liens économiques
Le Tchad fait partie de la zone franc CFA, zone monétaire bénéficiant d'une garantie du Trésor français.

### Sur le plan militaire
La France dispose d'une base aérienne à l'aéroport international de N'Djaména, qu'elle utilise pour des missions humanitaires et de lutte antiterroriste.
L'état-major de l'opération Barkhane est installé à N'Djaména depuis 2014. La France conseille et forme l'armée tchadienne.
Entre le 3 et le 6 février 2019, l’armée française bombarde une colonne de rebelles tchadiens. Le nombre de victimes est inconnu.
En novembre 2024, Le Tchad met fin à l'accord de coopération en matière de défense et sécurité avec la France. Datant de 1966, et révisé en 2019. Le Tchad souhaite entretenir « des relations constructives avec la France dans d'autres domaines d'intérêt commun, au bénéfice des deux peuples ». Le 29 novembre, la France prend actes, de la dénonciation des accords de coopération de défense et de sécurité avec le Tchad. Le 5 décembre, le Tchad met en place une commission chargée de la mise en œuvre de la dénonciation des accords de coopération militaire entre la France, et le Tchad. Le 10 janvier 2025, la base militaire d'Abéché est rétrocédée au Tchad, par la France. Le 30 janvier 2025, L’armée française rétrocéde sa dernière base militaire à l’armée tchadienne, mettant fin à une présence française au Tchad.
Cependant, en 2025, la députée et présidente du Rassemblement national à l'Assemblée nationale française Marine le Pen, procède à sa deuxième visite au Tchad (la première datant de 2017) afin de renouer les liens entre les deux pays, une rupture avec le Tchad et les autres pays francophones africains imputée au président Emmanuel Macron . Arrivée dans la capitale N'Djaména, elle est reçue en grande pompe par le président tchadien Mahamat Idriss Déby et par le président de l'Assemblée nationale tchadienne, Ali Kolotou Tchaïmi, qui lui aurait rappelé que « la fin des accords militaires avec la France ne signifiait pas une rupture totale de la coopération » .